# География на Република Конго
Република Конго е държава в Централна Африка, край брега на Атлантическия океан, разположена в западната част на падината на река Конго и заграждащите я от запад Южногвинейски възвишения. На северозапад Република Конго граничи с Габон (дължина на границата – 1720 km), на север – с Камерун (523 km) и ЦАР (467 km), на изток и югоизток – с Демократична Република Конго (1440 km), а на юг – с ексклава Кабинда на Ангола (190 km). Общата дължина на сухоземните граници (в т.ч. речни и езерни) е 4340 km. На югозапад се мие от водите на Атлантическия океан с дължина на бреговата ивица 290 km. Бреговете на страната в по-голямата си част са плоски, праволинейни, с пясъчни коси и лагуни. Дължината на страната от север-североизток на юг-югозапад е 1200 km, а ширината ѝ варира от 150 km на югозапад до 550 km на север. В тези си граници Република Конго заема площ от 342 000 km². Населението към 1.1.2018 г. възлиза на 5 240 000 души. Столица е град Бразавил.
Територията на Република Конго се простира между 3°42′ с.ш. и 5°03′ ю.ш. и между 11°09′ и 18°38′ и.д. Крайните точки на страната са следните:
- крайна северна точка – 3°42′28″ с. ш. 17°28′06″ и. д. / 3.707778° с. ш. 17.468333° и. д., на границата с Централноафриканската република.
- крайна южна точка – 5°02′34″ ю. ш. 12°01′04″ и. д. / 5.042778° ю. ш. 12.017778° и. д., устието на река Лоеме, на брега на Атлантическия океан, на границата с Ангола.
- крайна западна точка – 3°57′37″ ю. ш. 11°09′11″ и. д. / 3.960278° ю. ш. 11.153056° и. д., на брега на Атлантическия океан, на границата с Габон.
- крайна източна точка – 3°16′50″ с. ш. 18°38′29″ и. д. / 3.280556° с. ш. 18.641389° и. д., на десния бряг на река Убанги, на границата с Демократична Република Конго.

## Релеф
Паралелно на тясната (40 – 50 km) акумулативна приморска низина се простира планината Майомбе (височина до 930 m). Разположената на изток от нея тектонска падина Ниари – Нянга се характеризира предимно с ридово-хълмист релеф. Нейната най-ниска част (под 200 m) представлява варовикова равнина с широко развити карстови форми. От североизток падината е оградена от слабо разчленения нископланински масив Шайю, а на югоизток – от Платото на Катарактите. Централната част на Република Конго (на север от столицата Бразавил) се заема от платото Батеке, характеризиращо се с хълмист релеф, над който се издигат отделни столови остатъчни масиви (Мбе, Нса, Джамбала, Кукуя). На северозапад са разположени цокълни равнини с остатъчни островни височини и тук се издига най-високата точка на страната – връх Лакети (1040 m). Целият североизток на Република Конго е зает от плоски, в голямата си част заблатени алувиални равнини, представляващи северозападната част на падината на река Конго.

## Геоложки строеж, полезни изкопаеми
В крайбрежната ивица и по дъното на шелфа на Атлантическия океан са развити мощни наслаги от късния мезозой и кайнозой, като отдолу са континеталните, нагоре следват соленоносните и морските, а най-отгоре отново са континенталните. Всички те запълват граничното между континента и океана тектонско потъване, което е богато на залежи на нефт и газ. Източната част на страната (на север от Бразавил) представлява северозападния борд на падината на река Конго, която е изпълнена с континентални наслаги с кредна и кайнозойска възраст. Останалите райони са заети от скали от долния докамбрий (гнайси, кристалинни шисти и гранити) и седиментни образувания от горния докамбрий. Всички те интензивно са събрани в сложни гънки и съдържат в себе си находища на оловно-цинкови руди. В страната се разработват още залежи на калиеви соли, жеязна руда, злато и фосфорити.

## Климат
Климатът на Република Конго е горещ, на север екваториален, постоянно влажен с два максимума на валежите (от март до май и от септември до ноември). На юг климатът е субекваториален с ясно изразен от юни до септември сух сезон. Средната температура на най-топлия месец (април, по-рядко март) е от 24 до 27°С, а на най-хладния (юли или август) от 20 до 25°С. Годишната сума на валежите е 1500 – 2000 mm, а в крайните южни райони – 1200 – 1400 mm.

## Води
Речната мрежа на Република Конго е гъста и многоводна. Източната, по-голяма част от страната принадлежи към водосборния басейн на река Конго, протичаща по източната и граница. Нейните десни притоци Убанги (1142* km), Санга (790* km), Ликвала (615 km), Алима (367 km) и др. са пълноводни целогодишно и са плавателни са плитко газещи речни съдове. На югозапад е разположен водосборния басейн на река Квилу (Куилу, 560 km) с лявата съставяща я река Ниари. В най-високите части на страната преминава част от най-горното течение на река Огоуе. Теченията на повечето от реките в южната част са съпроводени с бързеи прагове и са непригодни за корабоплаване.

## Почви, растителност, животински свят
В растителността на Република Конго преобладават влажните вечнозелени екваториални и листопадно-вечнозелени субекваториални гори богати на ценни дървесни видове (лимба, окуме и др.), всички те развити върху червено-жълти латеритни (фералитни) почви. В падината на река Конго, която е периодично заливана и постоянно заблатена са развити блатни гори върху латеритно-тинести почви. На юг горите в значителна степен са унищожени и са заменени в високотревисти савани върху червени латеритни почви. Животинският сват на страната е много богат, макар че през 20-ти век е бил подложен на значително и безконтролно изтребление. Многочислени са маймуните, срещат се слонове (на север), хипопотами, леопарди. Обилно е представена птичата фауна с предимно горски видове, влечугите (крокодили, змии), насекомите, в т.ч. мухата цеце. С цел опазване на растителното и животинското царство в страната са създадени няколко национални паркове (Одзала, през 1940 г., на север), Лефини (в централната (част) и др.